# Polityka wzrostu
Polityka wzrostu – jeden z kierunków polityki gospodarczej, którego celem jest dynamizowanie społecznego procesu gospodarczego w skali długookresowej oraz przeciwdziałanie zjawiskom, które mogłyby wzrost osłabiać. Gdy mamy do czynienia z cyklicznymi wahaniami koniunkturalnymi, polityka wzrostu skupia się na działaniach stabilizacyjnych, służących łagodzeniu przebiegu cyklu, zwalczaniu czynników kryzysogennych, skracaniu fazy kryzysu i depresji oraz stymulowaniu ożywienia.
Polityka wzrostu oraz polityka strukturalna, polityka regionalna i polityka ekologiczna, stanowią części składowe ogólnej polityki rozwoju społeczno-gospodarczego.